# San Jose (Camarines Sur)
San Jose (Bayan ng San Jose) är en kommun i Filippinerna. Kommunen ligger på ön Luzon, och tillhör provinsen Camarines Sur. Folkmängden uppgår till 40 623 invånare år 2015.

## Barangayer
San Jose är indelat i 29 barangayer.
| - Adiangao - Bagacay - Bahay - Boclod - Calalahan - Calawit - Camagong - Catalotoan - Danlog - Del Carmen (Pob.) - Dolo - Kinalansan - Mampirao - Manzana - Minoro | - Palale - Ponglon - Pugay - Sabang - Salogon - San Antonio (Pob.) - San Juan (Pob.) - San Vicente (Pob.) - Santa Cruz (Pob.) - Soledad (Pob.) - Tagas - Tambangan - Telegrafo - Tominawog |